# Julio César Ruiz Ferro
Julio César Ruiz Ferro (Tapachula, 17 oktober 1949) is een omstreden Mexicaans ambtenaar en politicus van de Institutioneel Revolutionaire Partij (PRI).
Opgeleid als econoom bekleedde hij een reeks leidende functies binnen het toen zeer machtige ministerie van planning en begroting, SPP (Secretaría de Programación y Prespuesto), dat toen onder leiding stond van de latere president Salinas.
Hij werd in 1983 gepromoveerd tot directeur-generaal Betalingen (Pagos) en in 1984 tot directeur-generaal Planning en Begroting Dienstverlening (Programacion y Presupuesto de Servicios). Later dat jaar werd hij directeur-generaal Planning en Begroting Energie en Industrie (Programacion y Presupuesto Energético e Industrial), wat hij tot 1988 zou blijven.
In dat jaar werd hij financieel directeur bij het staatsbedrijf voor levensmiddelen Conasupo en van 1990 tot 1994 was hij algemeen directeur Distributie van dat bedrijf.
Ruiz trad aan als gouverneur van Chiapas op 17 februari 1995 als vervanger van de afgetreden Eduardo Robledo Rincón. Wegens de opstand van het Zapatistisch Nationaal Bevrijdingsleger (EZLN) bevond Chiapas zich destijds in een periode van grote onrust. Op 22 december 1997 vond in Chiapas het bloedbad van Acteal plaats, waarbij 45 kerkgangers door paramilitairen werden vermoord. Twee weken later trad hij af, na beschuldigingen dat hij te weinig zou hebben gedaan om het bloedbad te voorkomen. Er zouden zelfs banden tussen de paramilitairen en de deelstaatregering zijn geweest. De gebeurtenis is nooit bevredigend opgehelderd.
In 1999 werd hij aangewezen als landbouwkundig medewerker van de Mexicaanse ambassade in de Verenigde Staten, wat tot verontwaardiging leidde bij mensenrechtengroeperingen, die dit zagen als een poging om de zaak in de doofpot te stoppen.